# Placówka Straży Granicznej I linii „Mikołeska”
Placówka Straży Granicznej I linii „Mikołeska” – jednostka organizacyjna Straży Granicznej pełniąca służbę ochronną na granicy polsko-niemieckiej w okresie międzywojennym.

## Formowanie i zmiany organizacyjne
Objęcie granicy na Śląsku przez Straż Celną nastąpiło 16 czerwca 1922 roku. W Tarnowskich Górach utworzony został komisariat Straży Celnej. W ramach komisariatu powołano placówkę Straży Celnej  „Mikołeska”.
Rozporządzeniem Prezydenta Rzeczypospolitej Polskiej Ignacego Mościckiego z 22 marca 1928 roku, do ochrony północnej, zachodniej i południowej granicy państwa, a w szczególności do ich ochrony celnej, powoływano z dniem 2 kwietnia 1928 roku  Straż Graniczną.
Rozkazem nr 4 z 30 kwietnia 1928 roku w sprawie organizacji Śląskiego Inspektoratu Okręgowego dowódca Straży Granicznej gen. bryg. Stefan Pasławski określił strukturę organizacyjną komisariatu SG „Tarnowskie Góry”. Placówka Straży Granicznej I linii „Mikołeska” znalazła się w jego strukturze.
W rozkazie nr 10 z 5 listopada 1929 roku w sprawie reorganizacji Śląskiego Inspektoratu Okręgowego komendant Straży Granicznej płk Jan Jur-Gorzechowski, określił numer i strukturę  komisariatowi Straży Granicznej „Kalety”. Placówka Straży Granicznej I linii „Mikołeska” weszła w jego skład.

## Służba graniczna
Sąsiednie placówki:
- placówka Straży Granicznej I linii „Brusiek” ⇔ placówka Straży Granicznej I linii „Boruszowice” − 1928

## Kierownicy/dowódcy placówki
| stopień    | imię i nazwisko      | okres pełnienia służby    | kolejne stanowisko |
| ---------- | -------------------- | ------------------------- | ------------------ |
| przodownik | Adam Murdza          | był VI 1929 – 22 XII 1930 | na emeryturę       |
| przodownik | Stanisław Piątkowski | 3 VII 1931 – był VII 1935 |                    |